# Arthur Larsen
Arthur Larsen, detto Art o Tappy (Hayward, 17 aprile 1925 – San Leandro, 7 dicembre 2012), è stato un tennista statunitense.

## Carriera
Viene ricordato principalmente per la vittoria del singolare maschile agli U.S. National Championships 1950 dove ha sconfitto in 5 set l'americano Herbie Flam.

Jack Kramer scrisse a proposito de Larsen nella sua autobiografia:
"Era affascinante da osservare. Si era concentrato sul tennis come su una terapia mentale dopo aver prestato servizio per lunghi tratti in prima linea durante la Seconda guerra mondiale."

Era soprannominato Tappy (da Tap, in italiano toccare) per la sua mania di toccare qualsiasi oggetto avesse intorno per scaramanzia e ogni tanto discuteva con un uccello immaginario che si appoggiava sulla sua spalla.

Queste scene erano divertenti ma non hanno contribuito a rendere Larsen un candidato per il tour con i professionisti.

Nel 1955 partecipò ai Giochi panamericani in Messico dove vinse la medaglia d'oro.

La sua carriera da tennista si chiuse nel novembre 1956, quando era in posizione numero 8 nella classifica degli amatori, dopo un incidente in moto. Rimase parzialmente paralizzato e perse la vista da un occhio.

È stato inserito nella International Tennis Hall of Fame nel 1969.
Muore il 7 dicembre 2012 a San Leandro all'età di ottantasette anni.

## Finali del Grande Slam

### Vinte (1)
| Anno | Torneo             | Avversario in finale | Risultato               |
| 1950 | U.S. Championships | Herbie Flam          | 6-3, 4-6, 5-7, 6-4, 6-3 |

### Perse (1)
| Anno | Torneo        | Avversario in finale | Risultato     |
| 1954 | Roland Garros | Tony Trabert         | 6-4, 7-5, 6-1 |